# 扬希克·西拉德
扬希克·西拉德（匈牙利語：Jansik Szilárd，1994年4月6日—），匈牙利男子水球运动员。他曾代表匈牙利国家队参加2020年夏季奥林匹克运动会男子水球比赛，获得一枚铜牌。